# Unité urbaine de Nueil-les-Aubiers
L'unité urbaine de Nueil-les-Aubiers est une unité urbaine française constituée par Nueil-les-Aubiers, ville du nord-ouest des Deux-Sèvres.

## Données globales
En 2010, selon l'INSEE, l'unité urbaine de Nueil-les-Aubiers forme une ville isolée appartenant à l'arrondissement de Bressuire dans le nord-ouest du département des Deux-Sèvres.
En 2010, avec 5 444 habitants, elle constitue la 10e unité urbaine des Deux-Sèvres se classant après l'unité urbaine de La Crèche (9e rang départemental) et avant l'unité urbaine d'Échiré (11e rang départemental).
En Poitou-Charentes, elle occupait le 28e rang régional et figurait sur la liste des 32 unités urbaines de plus de 5 000 habitants de la région en 2010.
En 2010, sa densité de population s'élève à 55 hab/km2, ce qui en fait une des unités urbaines les moins densément peuplées des Deux-Sèvres en raison de sa superficie élevée et elle demeure nettement inférieure à celle du département (62 hab/km2).
L'unité urbaine de Nueil-les-Aubiers recouvre exactement les limites de l'aire urbaine de Nueil-les-Aubiers.

## Délimitation de l'unité urbaine de 2010
| Nom               | Code Insee | Département | Statut       | Superficie (km2) | Population (dernière pop. légale) | Densité (hab./km2) | Modifier                                    |
| ----------------- | ---------- | ----------- | ------------ | ---------------- | --------------------------------- | ------------------ | ------------------------------------------- |
| Nueil-les-Aubiers | 79195      | Deux-Sèvres | ville-isolée | 98,83            | 5 529 (2022)                      | 56                 | modifier les données · modifier les données |

## Évolution démographique
| 1968  | 1975  | 1982  | 1990  | 1999  | 2010  | 2022  |
| ----- | ----- | ----- | ----- | ----- | ----- | ----- |
| 4 034 | 4 534 | 4 896 | 5 080 | 4 992 | 5 444 | 5 529 |

Histogramme

(élaboration graphique par Wikipédia)

## Sources et références
1. ↑  Unité urbaine de Nueil-les-Aubiers selon le zonage de 2010
2. ↑  Aire urbaine de Nueil-les-Aubiers et population de 2009